# Zarudzie (województwo lubelskie)
Zarudzie – wieś w Polsce, położona w województwie lubelskim, w powiecie zamojskim, w gminie Nielisz.
W latach 1975–1998 miejscowość administracyjnie należała do województwa zamojskiego.
Na terenie wsi utworzono dwa sołectwa: Zarudzie "Stara Wieś", Zarudzie Kolonia. Według Narodowego Spisu Powszechnego z roku 2011 wieś liczyła 312 mieszkańców.
Wierni Kościoła rzymskokatolickiego należą do parafii św. Stanisława w Wielączy lub do parafii Chrystusa Króla w Złojcu.

## Części wsi
| SIMC    | Nazwa      | Rodzaj    |
| ------- | ---------- | --------- |
| 0896031 | Folwark    | część wsi |
| 0896048 | Kolonia    | część wsi |
| 0896054 | Stara Wieś | część wsi |
| 0896060 | Za Torem   | część wsi |

## Historia
Według Słownika geograficznego Królestwa Polskiego z roku 1895 Zarudzie stanowiło wieś i folwark w powiecie zamojskim, ówczesnej gminie Wysokie, parafii w Nieliszu. Folwark należał do klucza zwierzynieckiego w dobrach Łapiguz ordynacji, posiadał obszar 447 mórg.

Spis z roku 1827 umiejscawia wieś w parafii Szczebrzeszyn, wykazano tu 25 domów i 150 mieszkańców.